# Ellertshausen
Ellertshausen hieß ein ehemaliger kleiner Ort am Ellertshäuser See. Dieser Ort war eine Siedlung von Altenmünster des Marktes Stadtlauringen im unterfränkischen Landkreis Schweinfurt.
Das ursprüngliche Ellertshausen lag  am südwestlichen Ufer des Ellertshäuser Sees, hinter der Insel. Es wurde um das Jahr 1000 von Mönchen gegründet. Bereits 1480 wurde das alte Ellertshausen als Wüstung bezeichnet.
Koordinaten: 50° 8′ 47,8″ N, 10° 22′ 46,9″ O